# 선 오브 갓
《선 오브 갓》(영어: Son of God→하나님의 아들)은 2014년 공개된 미국의 영화이다.

## 줄거리
전세계 최고의 베스트셀러 '바이블' 무비!

대제국 로마로부터 박해받는 이스라엘 민족.

그들에게 구원과 믿음을 전파하며 세상의 죄를 대신하여 십자가에 못박힌 역사를 바꾼 예수 그리스도의 이야기.

인류 역사상 가장 위대한 사랑을 만난다!

## 배역
- 지오구 모르가두 - 예수 그리스도 역
- 다윈 쇼 - 베드로 역
- 로마 다우니 - 동정녀 마리아 역
- 그레그 힉스 - 폰티우스 필라투스 역
- 서배스천 냅 - 요한 역
- 앰버 로즈 리바 - 마리아 막달레나 역
- 에이드리언 실러 - 카이아파스 역
- 앤드루 브룩 - 안토니우스 역
- 루이즈 딜러미어 - 클라우디아 역
- 사이드 베이 - 마태오 역
- 매슈 그래벌 - 도마 역
- 사이먼 컨즈 - 니고데모 역
- 조 레든 - 가룟 유다 역
- 프레이저 에어스 - 바라바 역
- 폴 마크 데이비스 - 바리새인 시몬 역
- 조 코엔 - 요셉 역
- 릭 베이컨 - 헤로데 안티파스 역
- 아나스 셰린 - 라자루스 역